# Betta Benajanahalli, Kolar
Betta Benajanahalli là một làng thuộc tehsil Kolar, huyện Kolar, bang Karnataka, Ấn Độ.